# Kashif
Kashif Saleem (rodným jménem Michael Jones, 26. prosince 1959 – 25. září 2016), známý pouze jako Kashif, byl americký hudebník, multiinstrumentalista, zpěvák, hudební skladatel a producent. Hudební talent se u něj projevil v sedmi letech, kdy se naučil ve sklepě kostela, který navštěvoval, hrát píseň na flétnu a později také na piano. V 70. letech se stal členem funkové hudební skupiny B. T. Express a s ní koncertoval po celém světě. Během života studoval islám, ze kterého přejal své nové jméno Kashif Saleem, což znamená vynálezce nebo objevitel. V průběhu kariéry si vytvořil osobitý hudební projev a později se stal úspěšným sólovým zpěvákem pod smlouvou hudebního vydavatelství Arista Records.

## Kariéra
Úspěch Kashifovi přineslo působení ve funkové hudební skupině B. T. Express, kde hrál na klávesy. Se skupinou cestoval po celém světě a při koncertování využíval syntezátor Minimoog. Počátkem 80. let skupinu opustil a nahrál demo nahrávku s hudební skupinou Steppig Stone. To vedlo k jeho podpisu smlouvy s hudebním vydavatelstvím Arista Records.
V roce 1983 představil Gerry Griffith z vydavatelství Arista Records debutové album s názvem Kashif, jehož součástí byly první hity „I Just Gotta Have You (Lover Turn Me On)“, „Stone Love“, „Help Yourself to My Love“ a „Say Something Love“. V rámci hudebního žánru R&B znamenalo album pokrok, neboť do té doby se se syntezátory a dalšími elektronickými přístroji experimentovalo. Vydavatelství Arista tak chtělo především reagovat na úspěchy hudebníka Prince, který nahrával u vydavatelství Warner Bros. Records.
V průběhu 80. let vydal další čtyři alba, a to Send Me Your Love, Condition Of The Heart, Love Changes a znova album s názvem Kashif. Na nahrávání alba Love Changes se podílely také členky hudební skupiny Exposé. Na albu Kashif, které vyšlo v roce 1989, byly nahrány coververze písní „Ain't No Woman Like the One I Got“, „Baby Don't Break Your Baby's Heart“ a „Are You the Woman“ hudební skupiny Four Tops.
Jako hudební producent spolupracoval s hudebníky jako jsou Kenny G, George Benson, Evelyn King, Johnny Kemp, Melba Moore, Dione Warwick, Stacy Lattisaw, Freda Payne, Whitney Houston a s dalšími. Za písně „The Mood“, „Call Me Tonight“, „Edgartown Groove“ a „The Movie Song“ byl nominován na zisk Ceny Grammy.
V roce 1994 byl Kashif pozván jako vyučující na Kalifornskou univerzitu v Los Angeles. V roce 1995 napsal knihu Everything You'd Better Know About the Record Industry (volně přeloženo jako Vše, co je dobré vědět o hudebním průmyslu). Roku 1998 podepsal smlouvu s hudebním vydavatelstvím Expansion Records a vydal album Who Loves You?. V roce 2004 vydal další album s názvem Music From My Mind.

## Diskografie

### Studiová alba
- Kashif (1983)
- Send Me Your Love (1984)
- Condition Of The Heart (1985)
- Love Changes (1987)
- Kashif (1989)
- Who Loves You? (1998)
- Music From My Mind (2004)

### Kompilační alba
- The Best of Kashif (1992)
- The Definitive Collection (1998)
- The Best of Kashif (2002)